# Copa Catalunya de futbol masculina 2012-2013
La Copa Catalunya 2012-2013 fou la 24a edició de la Copa Catalunya de futbol, una competició a eliminatòries úniques al camp de l'equip de menor categoria i organitzada per la Federació Catalana. Aquest competició la disputen tots els equips catalans campions de categoria territorial (Primera, Segona, Tercera i Quarta Catalana) i tots els clubs catalans de 3a, 2a B, 2a A i Primera divisió (exceptuant els equips filials o dependents).

## Fases

### Primera fase
Hi participen els equips campions de Segona, Tercera i Quarta Catalana.

#### Primera eliminatòria (2 i 3 de juny de 2012)
Hi participen els equips campions de Quarta Catalana.
| J.D. Flix                 | 2-4     | S.E. AEM                                |
| ------------------------- | ------- | --------------------------------------- |
| Figueroa 11' · Casals 26' | Crònica | Gómez 16' 27' · Huguet 64' · Martos 88' |

| F.C. Fàtima                         | 3-1                             | U.E. Vilanovenca |
| ----------------------------------- | ------------------------------- | ---------------- |
| Moreno 15' · Flores 26' · Núñez 54' | Crònica Plantilla:Enllaç caigut | Serrat 74'       |

| C.F. Sant Salvador Cercs | 1-1     | C.F. Cardona |
| ------------------------ | ------- | ------------ |
| Fernández 44'            | Crònica | Urrutia 85'í |

| C.D. Almeda                             | 3-2     | FP. UE. Base Vilanova La Geltrú |
| --------------------------------------- | ------- | ------------------------------- |
| Sánchez 10' · Barceló 23' · Navarro 44' | Crònica | Drag 54' · Caparrós 67'         |

| F.A. Espluguenc | 0-1     | C. Atlètic Ibèria |
| --------------- | ------- | ----------------- |
|                 | Crònica | Romero 89'        |

| C.F. Viladecavalls | 0-1     | Club Esportiu Olympia II |
| ------------------ | ------- | ------------------------ |
|                    | Crònica | De Villanueva 58'        |

| U.D. Sant Quirze de Besora | 1-0     | U.E. Seva |
| -------------------------- | ------- | --------- |
| Salarich 43'               | Crònica |           |

| C.E. Llerona                 | 3-0     | C.F. Poniente |
| ---------------------------- | ------- | ------------- |
| Martínez 11' 33' · Parra 53' | Crònica |               |

| U.E. Sabadellenca | 1-2     | U.E. Cabrera                  |
| ----------------- | ------- | ----------------------------- |
| Barunda 84'       | Crònica | Solabusto 38' · Hernández 76' |

#### 2a Eliminatòria (8, 9 i 10 de juny de 2012)
Hi participen els equips classificats de la primera eliminatòria i els campions de Segona i Tercera Catalana.
| C.D. Les Borges del Camp | 0-3     | C.D. Morell                          |
| ------------------------ | ------- | ------------------------------------ |
|                          | Crònica | Plana 9' · Soriano 25' · Cazorla 41' |

| C.F. Miralcamp | 0-2     | C.D. Cervera                |
| -------------- | ------- | --------------------------- |
|                | Crònica | Capdevila 1' · Gallardo 78' |

| C.A. Roda de Berà                       | 3-0     | C.F.P. Sant Pere Molanta |
| --------------------------------------- | ------- | ------------------------ |
| Darouich 33' · Piqué 74' · Gargallo 89' | Crònica |                          |

| F.C. Fàtima | 1-1     | C.D. La Guàrdia |
| ----------- | ------- | --------------- |
| Horna 78'   | Crònica | Torras 1'       |

| Marca de l'Ham | 1-2     | U.E. La Jonquera        |
| -------------- | ------- | ----------------------- |
| Huguet 71'     | Crònica | Jiménez 46' · López 89' |

| C.F. Sant Miquel Fluvià              | 2-2     | C.F. Base Roses           |
| ------------------------------------ | ------- | ------------------------- |
| Sergio López 60' · Rubén Sánchez 77' | Crònica | Mínguez 11' · Quintos 87' |

| U.E. Vila-roja                                     | 4-2     | Atlètic Club Banyoles      |
| -------------------------------------------------- | ------- | -------------------------- |
| Sanz 6' · Amador 18' · Rodríguez 60' · Benítez 74' | Crònica | Guerrero 23' · Congost 84' |

| C.F. Sant Salvador Cercs     | 4-1     | U.D. Sant Quirze Besora |
| ---------------------------- | ------- | ----------------------- |
| Gaona 47' 87' 89' · Juez 58' | Crònica | Polo 12'                |

| C.E. Lliçà d'Amunt                       | 4-2     | C.F. Olímpic La Garriga |
| ---------------------------------------- | ------- | ----------------------- |
| Juanola 2' · Barea 58' 70' · Jiménez 89' | Crònica | García 38' 48'          |

| C.C.E. Tiana      | 1-6     | C.E. Vilassar Dalt                                                    |
| ----------------- | ------- | --------------------------------------------------------------------- |
| Camps de Cabo 12' | Crònica | Gómez 1' · Vives 20' · Viladomiu 30' 44' · Mancheño 59' · Granero 89' |

| C.D. Almeda | 0-1     | C.F. Equipo JA |
| ----------- | ------- | -------------- |
|             | Crònica | Ventura 33'    |

| C. Atlètic Ibèria                                                  | 6-2     | C.D. Carmelo            |
| ------------------------------------------------------------------ | ------- | ----------------------- |
| Bros 30' · Aranda 33' · Marquina 53' · Tejeda 76' · Montes 80' 85' | Crònica | Blanco 14' · Crespo 81' |

| C.E. Llerona                | 2-2     | E.C. Granollers       |
| --------------------------- | ------- | --------------------- |
| Castellsagué 17' · Polo 20' | Crònica | Ricart 12' · Vila 37' |

| U.E. Cabrera | 1-2     | U.E. San Juan At. de Montcada |
| ------------ | ------- | ----------------------------- |
| Catalla 85'  | Crònica | Zapata 9' · Plana 59'         |

Equips Exempts: AEM i Olympia II

#### 3a Eliminatòria (16 i 17 de juny de 2012)
Hi participen els equips classificats de la 2a eliminatòria.
| C.A. Roda de Berà         | 2-0     | C.D. Morell |
| ------------------------- | ------- | ----------- |
| Gargallo 65' · Galera 69' | Crònica |             |

| S.E. AEM                                 | 4-4     | C.D. Cervera                                |
| ---------------------------------------- | ------- | ------------------------------------------- |
| Barbosa 9' · Drudis 22' · Huguet 60' 72' | Crònica | Gallardo 42' · Luque 45' · Manzambi 73' 90' |

| C.F. Base Roses          | 2-2     | U.E. La Jonquera         |
| ------------------------ | ------- | ------------------------ |
| Quintos 23' · Bernal 86' | Crònica | Cayuela 1' · Alabert 84' |

| C.F. Sant Salvador Cercs | 0-3     | U.E. Vila-roja                        |
| ------------------------ | ------- | ------------------------------------- |
|                          | Crònica | Amador 35' · Rodríguez 43' · Sanz 63' |

| C.E. Lliçà d'Amunt | 2-2 | E.C. Granollers |
| ------------------ | --- | --------------- |
|                    |     |                 |

| U.E. San Juan Atlètic de Montcada | 0-1 | C.E. Vilassar Dalt |
| --------------------------------- | --- | ------------------ |
|                                   |     |                    |

| C.E. Olympia II | 2-3 | C.D. La Guàrdia |
| --------------- | --- | --------------- |
|                 |     |                 |

| C. Atlètic Ibèria | 2-3 | C.F. Equipo JA |
| ----------------- | --- | -------------- |
|                   |     |                |

### Segona fase
Hi participaren els equips classificats de la primera fase més els campions de Primera Catalana més els equips inscrits de 3a Divisió i de 2a B.

#### Primera eliminatòria (3, 8, 11 i 12 d'agost de 2012)
| CD La Guàrdia | 2-4 | UD Cornellà |
| ------------- | --- | ----------- |
|               |     |             |

 Camp Mpal. La Guàrdia (La Guàrdia)        
| CE Vilassar de Dalt | 2-1 | CE Europa |
| ------------------- | --- | --------- |
|                     |     |           |

 Camp Mpal. Vilassar (Vilassar de Dalt)        
| CD Cervera | 1-0 | CF Balaguer |
| ---------- | --- | ----------- |
|            |     |             |

 Camp Mpal. d'Esports (Cervera)        
| CF Base Roses | 3-2 | UE Figueres |
| ------------- | --- | ----------- |
|               |     |             |

 Camp Mpal. La Vinyassa (Roses)        
| UE Vila-roja | 3-3 | EC Granollers |
| ------------ | --- | ------------- |
|              |     |               |

 Camp Mpal. Vila-roja (Vila-roja)        
| UE Rapitenca | 1-1 | CF Amposta |
| ------------ | --- | ---------- |
|              |     |            |

 Camp Mpal. La Devesa (Sant Carles de la Ràpita)        
| C.A. Roda de Berà | 2-0 | CF Vilanova i la Geltrú |
| ----------------- | --- | ----------------------- |
|                   |     |                         |

 Camp Mpal. Roda de Berà (Roda de Berà)        
| FC Vilafranca | 3-3 | UE Castelldefels |
| ------------- | --- | ---------------- |
|               |     |                  |

 Estadi Mpal. Vilafranca (Vilafranca del Penedès)        
| AEC Manlleu | 2-2 | UE Olot |
| ----------- | --- | ------- |
|             |     |         |

 Camp Mpal. d'Esports (Manlleu)        
| FC Terrassa | 1-0 | UE Rubí |
| ----------- | --- | ------- |
|             |     |         |

 Estadi Mpal. Olímpic Terrassa (Terrassa)        
| Equipo JA CF | 1-2 | CF Montañesa |
| ------------ | --- | ------------ |
|              |     |              |

 Camp Mpal. Ibèria (Barcelona)        
| FC Santboià | 0-1 | AE Prat |
| ----------- | --- | ------- |
|             |     |         |

 Camp Mpal. Joan Baptista Milà (Sant Boi de Llobregat)        

#### 5a Eliminatòria (20 de març de 2013)
Hi participen els equips classificats de l'anterior eliminatòria.

### Fase Final

#### Semifinals (17 d'abril de 2013)
Hi participen els equips classificats de la 2a Fase més els equips catalans de Primera Divisió, FC Barcelona i RCD Espanyol de Barcelona.
| 17 abril 2013 | RCD Espanyol de Barcelona                   | 3 - 0 | UE Llagostera | Tarragona                                    |  |
| 19:00         | Sergio García 9' · Cristian Alfonso 23' 31' | [ 5 ] |               | Nou Estadi · 500 espectadors · Vico Romero · |  |

| 17 abril 2013 | Club Gimnàstic de Tarragona | 0 - 1       | FC Barcelona | Tarragona                                       |  |
| 21:30         |                             | [ 6 ] [ 7 ] | Lombán 14'   | Nou Estadi · 3.482 espectadors · Sánchez Rico · |  |

#### Final (29 de maig de 2013)
| FC Barcelona                                           | 1 – 1              | RCD Espanyol de Barcelona         |
| ------------------------------------------------------ | ------------------ | --------------------------------- |
| Fàbregas 90'                                           | [ 8 ] [ 9 ] [ 10 ] | Simão 20'                         |
| Tanda de penals                                        |                    |                                   |
| Xavi · Fàbregas · Piqué · Alexis Sánchez · David Villa | 4 – 2              | Wakaso · Petrov · Colotto · Verdú |

| Barcelona | Espanyol |

| GK                | 1  | Oier Olazábal             |       |     |
| RB                | 15 | Patric Gabarrón           |       |     |
| CB                | 5  | Sergi Gómez               |       | 69' |
| CB                | 21 | Adriano Correia           | 21'   | 46' |
| LB                | 2  | Ivan Balliu               |       | 69' |
| DM                | 16 | Sergio Busquets           |       | 46' |
| CM                | 20 | Sergi Roberto             |       | 46' |
| CM                | 12 | Jonathan dos Santos       |       | 66' |
| CF                | 24 | Rafinha Alcântara         |       | 66' |
| LF                | 19 | Gerard Deulofeu           |       | 66' |
| RF                | 17 | Pedro Rodríguez           |       | 46' |
| Suplents:         |    |                           |       |     |
| DEF               | 3  | Gerard Piqué              | 76'   | 69' |
| MIG               | 4  | Francesc Fàbregas i Soler | 64'   | 66' |
| MIG               | 6  | Xavi Hernández            |       | 66' |
| DAV               | 7  | David Villa               |       | 66' |
| DAV               | 9  | Alexis Sánchez            |       | 46' |
| POR               | 13 | José Manuel Pinto         |       |     |
| DEF               | 14 | Javier Mascherano         |       | 46' |
| DEF               | 18 | Jordi Alba                |       | 69' |
| DEF               | 23 | Javier Espinosa           |       | 46' |
| MIG               | 25 | Alexandre Song            | 90+5' | 46' |
| Entrenador:       |    |                           |       |     |
| Francesc Vilanova |    |                           |       |     |

| GK                      | 13 | Francisco Casilla          |       |       |
| RB                      | 2  | Felipe Mattioni            |       | 88'   |
| CB                      | 3  | Raúl Rodríguez             |       |       |
| CB                      | 6  | Juan Forlin                | 64'   |       |
| LB                      | 28 | Carlos Clerc               |       | 71'   |
| DM                      | 4  | Víctor Sánchez             |       | 46'   |
| DM                      | 7  | Raúl Baena                 | 74'   | 90+3' |
| LW                      | 20 | Simao Sabrosa              | 42'   | 46'   |
| AM                      | 23 | Cristian Gómez             |       | 71'   |
| CF                      | 22 | Wakaso Mubarak             | 68'   |       |
| RW                      | 24 | Christian Alfonso          |       | 46'   |
| Suplents:               |    |                            |       |       |
| POR                     | 1  | Cristian Álvarez           |       |       |
| DAV                     | 5  | Sergio Tejera              |       |       |
| MIG                     | 8  | Christian Stuani           | 90+5' | 46'   |
| DAV                     | 9  | Sergio García de la Fuente |       | 90+3' |
| MIG                     | 10 | Joan Verdú                 |       | 71'   |
| MIG                     | 16 | Javi López                 |       | 88'   |
| DAV                     | 17 | Martin Petrov              |       | 46'   |
| DEF                     | 18 | Joan Capdevila i Méndez    |       | 71'   |
| DEF                     | 19 | Diego Colotto              | 59'   | 46'   |
| DAV                     | 34 | David Cubillas             |       |       |
| DEF                     | 36 | Jonathan de Amo            |       |       |
| Entrenador:             |    |                            |       |       |
| Javier Aguirre Onaindía |    |                            |       |       |

|  |